# Brian McBride
Brian Robert McBride (født 19. juni 1972 i Chicago, Illinois) er en tidligere amerikansk fodboldspiller, der spillede som angriber. Han var på klubplan primært tilknyttet Columbus Crew og Chicago Fire i hjemlandet, samt Fulham i England. Han spillede desuden 95 landskampe og scorede 30 mål.

## Klubkarriere
McBride spillede college-fodbold på Saint Louis University, og indledte herefter sin karriere hos den mindre klub Milwaukee Rampage. I 1994 rejste han til Tyskland, hvor han i en sæson var tilknyttet VfL Wolfsburg, hvorefter han skiftede tilbage til hjemlandet, og kom på kontrakt hos Columbus Crew i Major League Soccer. Kun afbrudt af kortvarige lejeophold i England hos henholdsvis Preston North End og Everton var han tilknyttet Columbus helt frem til 2004, og er med 62 mål den mest scorende spiller i klubbens historie. I 2005 blev han kåret til en af de bedste elleve spillere i MLS' historie.
McBride var fra 2004 til 2008 tilknyttet Fulham F.C. i den engelske Premier League. Her blev han i august 2007 tildelt anførerbindet, som han bar resten af sin tid i klubben. Han var en meget populær spiller i Fulham, og efter han i 2008 forlod klubben, omdøbte den sin lokale sportsbar ved siden af stadionet Craven Cottage til Mc'Brides.
McBride afsluttede sin aktive karriere med to sæsoner hos Chicago Fire i sin fødeby, inden han efter 2010-sæsonen af Major League Soccer indstillede sin karriere.

## Landshold
McBride spillede desuden hele 95 kampe og scorede 30 mål for det amerikanske landshold, som han debuterede for 25. marts 1993 i et opgør mod Honduras. Han repræsenterede sit land ved hele tre VM-slutrunder, VM i 1998, VM i 2002 og VM i 2006. Han var også en del af truppen der vandt bronze ved Confederations Cup 1999 og holdet der vandt guld ved CONCACAF Gold Cup i 2003. Hans sidste internationale turnering kom ved OL i 2008 i Beijing, hvor han desuden var amerikanernes anfører.